# Hymenophyllum cristatum
Espèce
Statut de conservation UICN

 NT  : Quasi menacé
Hymenophyllum cristatum est une fougère de la famille des Hyménophyllacées originaire d'Amérique du sud.

## Description
Cette espèce a les caractéristiques suivantes :
- son rhizome est long, filiforme et abondamment pileux ;
- les frondes, de plus de trente centimètres de long sur cinq centimètres de large, comportent un limbe oblongue ou lancéolé-oblongue, divisé deux fois ; elles sont pendantes et flexibles ;
- le pétiole est non ailé ;
- tout au long des nervures des segments, des ailes en forme de crête, triangulaires et acérées, ne se situent pas dans le plan du limbe et en sont plus ou moins perpendiculaires, cette particularité étant tant à l'origine du classement par Edwin Bingham Copeland dans un genre spécifique que de l'épithète spécifique ;
- Les sores, solitaires, portés à la base d'un segment près du rachis, se trouvent majoritairement à la partie terminale du limbe ;
- l'indusie est formée deux lèvres de forme ronde dentelée ;
- les grappes de sporanges sont complètement recouvertes par l'indusie, qui s'ouvre cependant à maturité.

## Distribution
Cette espèce, plutôt épiphyte de forêts pluviales, est présente en Amérique du Sud andine : Colombie, Équateur, Pérou.

## Historique et position taxinomique
Cette espèce est décrite une première fois par William Jackson Hooker et Robert Kaye Greville en 1830 à partir d'un exemplaire recueilli par William Jameson en Équateur. Par la suite, en 1987, Robert Stolze remarque que l'exemplaire ayant servi à William Jackson Hooker et Robert Kaye Greville pour la détermination de cette espèce est composite : il est formé de deux frondes ayant servi de base à l'illustration n°148 et d'une plante entière qui se révèle être Hymenophyllum fuscum (Sw.) Sw..
En 1843, Karel Bořivoj Presl la transfère dans le genre Sphaerocionium : Sphaerocionium cristatum (Hook. & Grev.) C.Presl.
Puis, en 1849, il la place dans le genre Dermatophlebium : Dermatophlebium cristatum (Hook. & Grev.) C.Presl.
En 1868, John Gilbert Baker, certainement en reprenant l'holotype de William Jackson Hooker et Robert Kaye Greville, conclut à une synonymie avec Hymenophyllum fucoides (Sw.) Sw.
En 1905, Carl Frederik Albert Christensen en fait lui une variété de Hymenophyllum fucoides (Sw.) Sw.. Un an plus tard, Georg Hans Emmo Wolfgang Hieronymus établit la description de cette variété : Hymenophyllum fucoides var. cristatum (Hook. & Grev.) Hieron..
Cette intégration comme variété ou cette synonymie n'ont plus été reprises par la suite, en particulier ni par Edwin Bingham Copeland ni par Conrad Vernon Morton, et surtout Robert G. Stolze, en examinant l'exemplaire ayant servi à Hooker et Greville, constate que cette synonymie résulte du caractère composite de cet exemplaire, Hymenophyllum cristatum, représentée par la planche de Hooker et Greville, étant bien une espèce distincte de Hymenophyllum fucoides.
En 1941, Edwin Bingham Copeland la place dans le genre Buesia : Buesia cristata (Hook. & Grev.) Copel..
En 1968, Conrad Vernon Morton la replace dans le genre Hymenophyllum, sous-genre Hymenophyllum, section Buesia.
Enfin, en 2006, Atsushi Ebihara, Jean-Yves Dubuisson, Kunio Iwatsuki, Sabine Hennequin et Motomi Ito la conservent dans les mêmes genre et sous-genre, la section disparaissant.
Hymenophyllum cristatum appartient au sous-genre Hymenophyllum.
Elle compte les synonymes suivants :
- Buesia cristata (Hook. & Grev.) Copel.
- Dermatophlebium cristatum (Hook. & Grev.) C.Presl
- Hymenophyllum fucoides var. cristatum (Hook. & Grev.) Hieron.
- Sphaerocionium cristatum (Hook. & Grev.) C.Presl

Robert G. Stolze signale aussi que Hymenophyllum sodiroi C.Chr. en serait aussi un synonyme.